# شوهي شينساتو
شوهي شينساتو (باليابانية: 新里 彰平) (مواليد 11 مايو 1988)، هو لاعب كرة قدم ياباني سابق كان يلعب كمدافع.

## وصلات خارجية
- شوهي شينساتو على موقع رابطة كرة القدم اليابانية للمحترفين (اليابانية)